# Pittosporum fairchildii
Pittosporum fairchildii är en tvåhjärtbladig växtart som beskrevs av Thomas Frederic Cheeseman.
Pittosporum fairchildii ingår i släktet Pittosporum och familjen Pittosporaceae. Inga underarter finns listade i Catalogue of Life.